# Liste der portugiesischen Botschafter in Finnland
Die Liste der portugiesischen Botschafter in Finnland listet die Botschafter der Republik Portugal in Finnland auf. Die beiden Staaten unterhalten seit 1920 diplomatische Beziehungen.
1920 eröffnete Portugal eine Legation in der finnischen Hauptstadt Helsinki (Helsingfors), die nach 1922 wieder geschlossen wurde. Danach war der portugiesische Botschafter in Schweden auch in Finnland doppelakkreditiert. 1972 eröffnete Portugal erneut eine eigene Botschaft in Helsinki, Sie residiert dort in der Unioninkatu 22.

## Missionschefs
| Name                                                                            | Bild     | Amtszeit                               | Anmerkungen |
| Finnland                                                                        | Finnland | Finnland                               | Finnland |
| ------------------------------------------------------------------------------- | -------- | -------------------------------------- | --- |
| Jorge José Rodrigues dos Santos                                                 |          | 1920–29. Mai 1921                      | Übergangs-Geschäftsträger                                                                                                |
| César de Sousa Mendes do Amaral e Abranches                                     |          | 8. August 1922–?                       | Übergangs-Geschäftsträger, am 7. August 1922 akkreditiert                                                                |
| Francisco Roberto da Silva Ferrão de Carvalho Marténs (Conde de Marténs Ferrão) |          | 1923–1926                              | Ministro Plenipotenciário mit Amtssitz Stockholm                                                                         |
| Francisco Santos Tavares                                                        |          | 1926–1928                              | Ministro Plenipotenciário mit Amtssitz Stockholm                                                                         |
| César de Sousa Mendes do Amaral e Abranches                                     |          | 1931–1933                              | Ministro Plenipotenciário mit Amtssitz Stockholm                                                                         |
| Tomaz Ribeiro de Melo                                                           |          | 1933–1934                              | Ministro Plenipotenciário mit Amtssitz Stockholm                                                                         |
| José Jorge Rodrigues dos Santos                                                 |          | 1934–1935                              | Ministro Plenipotenciário mit Amtssitz Stockholm                                                                         |
| Fernando Quartin de Oliveira Bastos                                             |          | 1935–1937                              | Ministro Plenipotenciário mit Amtssitz Stockholm                                                                         |
| José Weinholtz de Bivar Monteiro                                                |          | 1937                                   | Übergangs-Geschäftsträger mit Amtssitz Stockholm                                                                         |
| José Mendes de Vasconcelos Guimarães (Riba Tâmega)                              |          | 1943                                   | Ministro Plenipotenciário mit Amtssitz Stockholm                                                                         |
| Luis de Castro e Almeida Mendes Norton de Matos                                 |          | 26. Juni 1951–?                        | Ministro Plenipotenciário mit Amtssitz Stockholm                                                                         |
| Manuel da Cunha Pimentel Homem de Melo                                          |          | 20. Mai 1963–?                         | Botschafter mit Amtssitz Stockholm                                                                                       |
| João Rodrigues Simões Affra                                                     |          | 20. Juli 1965–?                        | Botschafter mit Amtssitz Stockholm                                                                                       |
| Rui Eduardo Barbosa de Medina                                                   |          | 27. August 1971 –14. April 1972        | Botschafter mit Amtssitz Stockholm, am 3. September 1971 akkreditiert                                                    |
| António Luís de Magalhães de Abreu Novais Machado                               |          | 9. Juni 1972 –18. Januar 1975          | Botschafter in der wiedereröffneten Botschaft in Helsinki, am 20. Juni 1972 akkreditiert                                 |
| Armando Nunes de Freitas                                                        |          | 10. Februar 1975 –18. Dezember 1979    | Botschafter, am 14. Februar 1975 akkreditiert                                                                            |
| José Manuel Waddington de Matos Parreira                                        |          | 11. Januar 1980 –31. März 1984         | Botschafter, am 25. Januar 1980 akkreditiert                                                                             |
| António Cabral de Moncada                                                       |          | 5. Mai 1984 –19. März 1989             | Botschafter, am 11. Mai 1984 akkreditiert                                                                                |
| Fernando Henrique Matos da Costa Figueirinhas                                   |          | 21. März 1989 –3. Oktober 1991         | Botschafter, am 7. April 1989 akkreditiert                                                                               |
| Jorge Alberto Nogueira de Lemos Godinho                                         |          | 31. Oktober 1991 –10. Mai 1996         | Botschafter, am 11. November 1991 akkreditiert                                                                           |
| Manuel dos Santos Moreira de Andrade                                            |          | 10. Juni 1996 –31. Januar 2001         | Botschafter, am 14. Juni 1996 akkreditiert                                                                               |
| Filipe Augusto Ruivo Guterres                                                   |          | 12. Februar 2001 –29. September 2004   | Botschafter |
| João Manuel da Cruz da Silva Leitão                                             |          | 1. November 2004 –1. Dezember 2008     | Botschafter |
| Paulo Couto Barbosa                                                             |          | 13. Januar 2009 –15. März 2011         | Botschafter, am 22. Januar 2009 akkreditiert, ab 24. Dezember 2010 Botschafter in Sondermission mit öffentlichem Auftrag |
| Ana Cláudia Álvares de Lemos de Lema Monteiro                                   |          | 16. März 2011 –11. März 2012           | Übergangs-Geschäftsträgerin                                                                                              |
| Maria de Fátima de Pina Perestrello                                             |          | April 2012 –7. Februar 2016            | Botschafterin, am 27. April 2012 akkreditiert                                                                            |
| António Manuel Coelho da Costa Moura                                            |          | seit dem 18. Februar 2016 akkreditiert | Botschafter |